# Unione Sportiva Baracca Calcio 1995-1996
Questa pagina raccoglie le informazioni riguardanti l'Unione Sportiva Baracca Calcio nelle competizioni ufficiali della stagione 1995-1996.

## Rosa
| N. |                   | Ruolo | Calciatore         |
| -- | ----------------- | ----- | ------------------ |
|    | Italia (bandiera) | C     | Gianluca Ambriani  |
|    | Italia (bandiera) | A     | Leonardo Aiello    |
|    | Italia (bandiera) | C     | Andrea Buccioli    |
|    | Italia (bandiera) | C     | Antonio Buscè      |
|    | Italia (bandiera) | C     | Davide Cangini     |
|    | Italia (bandiera) | P     | Luca Capecchi      |
|    | Italia (bandiera) | D     | Sandro Ciuffetelli |
|    | Italia (bandiera) | C     | Sergio Domini      |
|    | Italia (bandiera) | P     | Francesco Gnudi    |
|    | Italia (bandiera) | A     | Luigi Iorio        |
|    | Italia (bandiera) | C     | Gaetano Lorusso    |
|    | Italia (bandiera) | D     | Claudio Mandotti   |

| N. |                   | Ruolo | Calciatore        |
| -- | ----------------- | ----- | ----------------- |
|    | Italia (bandiera) | A     | Fabio Nepa        |
|    | Italia (bandiera) |       | Palmieri          |
|    | Italia (bandiera) | A     | Luca Pazzaglia    |
|    | Italia (bandiera) | D     | Roberto Ricca     |
|    | Italia (bandiera) | C     | Maurizio Rizzioli |
|    | Italia (bandiera) | C     | Paolo Sacchetti   |
|    | Italia (bandiera) | D     | Stefano Sottili   |
|    | Italia (bandiera) | D     | Marco Sugoni      |
|    | Italia (bandiera) | D     | Ivan Tosi         |
|    | Italia (bandiera) | A     | Pasquale Traini   |
|    | Italia (bandiera) | C     | Michele Zamboni   |